# Antonio Flórez Urdapilleta

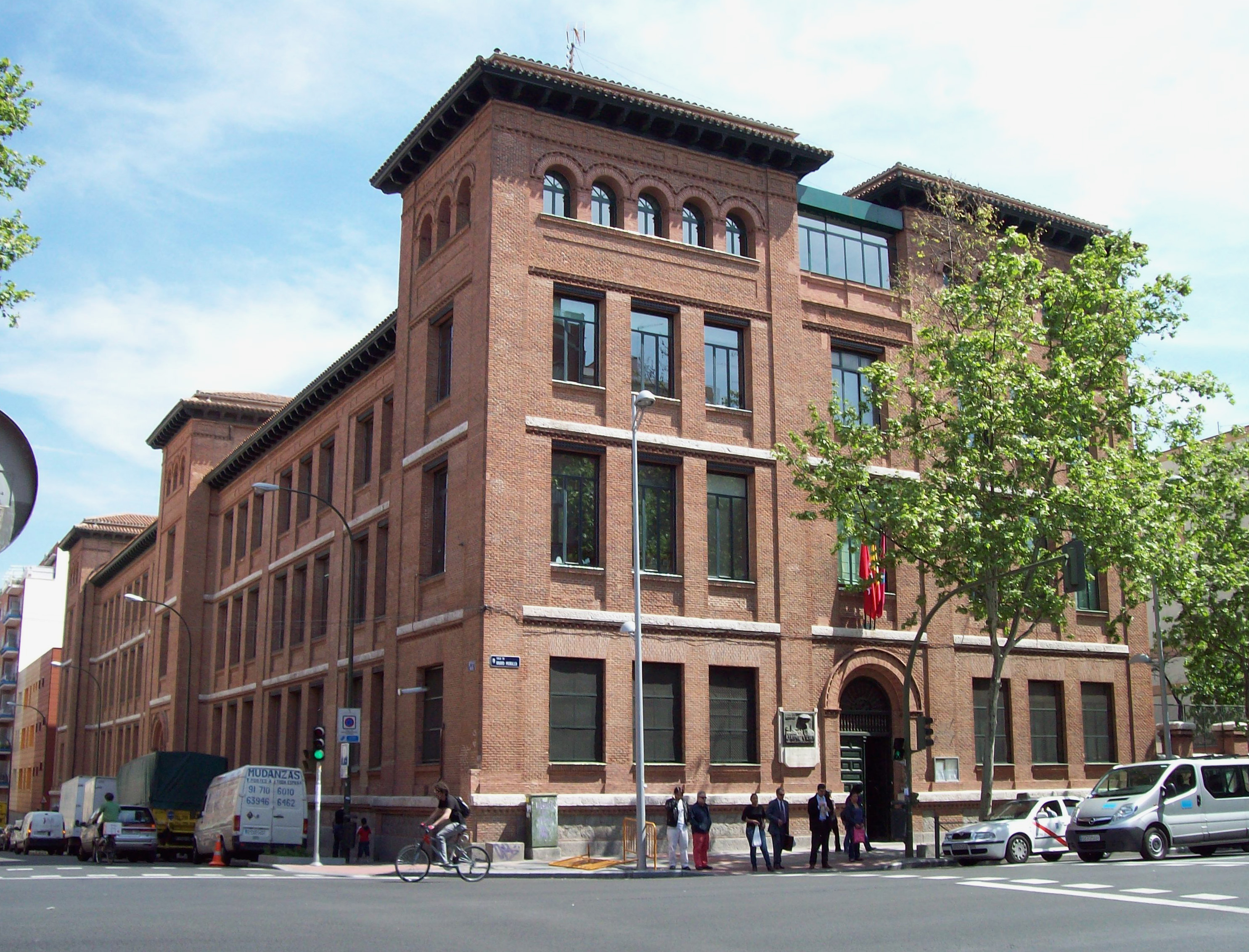
Grupo Escolar Jaime Vera (Madrid).

Antonio Flórez Urdapilleta (Vigo, 1877-Madrid, 1941) fue un arquitecto español, conocido por haber sistematizado el diseño y construcción de grupos escolares. Esta producción arquitectónica prolífica a comienzos del siglo XX le confiere la fama de "arquitecto de colegios". Fue catedrático de la Escuela de Madrid. Era hijo del también arquitecto Justino Flórez Llamas.

## Biografía
Finalizó en 1904 sus estudios de la carrera de arquitectura en Madrid. Uno de los profesores que más le influyó en este periodo fue Ricardo Velázquez Bosco; fue además alumno predilecto de Manuel Bartolomé Cossío.  Ganó en 1908 la primera medalla a la Exposición Nacional de Bellas Artes. Estuvo pensionado en Roma y otros países como Austria, donde colaboró con Otto Wagner. Suyo sería el proyecto inicial de la Residencia de Estudiantes, en Madrid.
Autor de característicos grupos escolares en Madrid como el Colegio Cervantes, en Chamberí, que sigue el estilo neomudéjar que le caracterizó siempre, en 1920, durante el Reinado de Alfonso XIII fue elegido  director del Departamento de Construcciones Escolares del Ministerio de Instrucción Pública. Su obra en este campo, que se prolongó hasta su destitución en 1937 por le gobierno de la Segunda República Española se caracteriza por un nuevo modelo estético, integrando tradición y vanguardia, sirviendo a la vez como soporte a la renovación pedagógica impulsada por la Institución Libre de Enseñanza, de la que él mismo había sido alumno y a cuyos postulados fue siempre fiel. 
El modelo de complejo escolar de Antonio Flórez se caracteriza por sus construcciones austeras en sus formas y tradicionales en los materiales, concebidas como casas para los niños, adaptadas a una vida sana, con grandes pabellones lineales, y las aulas de grandes ventanales orientadas al norte para garantizar una iluminación constante, mientras que los espacios colectivos miran al sur, completándose con amplios corredores para trabajos prácticos o juegos y terrazas-solárium superiores.
Realizó obras de rehabilitación del Teatro Real de Madrid en 1926, consistentes en reemplazar la cubierta por otra de hormigón armado. Construyó para el Ayuntamiento de Madrid seis grupos escolares de nueva planta: Jaime Vera, Menéndez Pelayo, Joaquín Costa, Concepción Arenal, Pérez Galdós y Pardo Bazán. También construyó varios colegios en la provincia de Jaén, como en 1927 el Grupo Escolar General Fresneda, en Jódar. Nombrado Académico de la Real de Bellas Artes de San Fernando en 1930, tomó posesión de su plaza en 1933. En 1937 es destituido de todos sus cargos por el gobierno de la República. Al finalizar la guerra civil es separado de su cargo de arquitecto jefe de Construcciones Escolares por el gobierno del general Franco. Desde entonces su actividad profesional se circunscribe a docencia en la Escuela Superior de Arquitectura de Madrid. Murió en Madrid a los 63 años de edad.